# سیارک ۱۱۳۳۸
سیارک ۱۱۳۳۸ (به انگلیسی: 11338 Schiele، نامگذاری:1996TL9) یازده هزار و سیصد و سی و هشتمین سیارک کشف شده‌است که در ۱۳ اکتبر ۱۹۹۶ کشف شد.
قدر مطلق سیارک برابر ۱۴٫۸۰ است.